# Акрокоринт
Акрокоринт (на гръцки: Ακροκόρινθος, Akrokorinth) е укрепено място от древността, което се намира на 575 m високо плато близо до град Коринт в Гърция. Крепостта, намираща се на два-три километра югоизточно от днешен Коринт, е била акропол и най-високата точка на древния град.